# Побег на Ведьмину гору (фильм, 1995)
«Побег на Ведьмину гору» — американский телефильм 1995 года, ремейк фильма 1975 года «Побег на Ведьмину гору».

## Сюжет
Близнецы Дэнни и Анна были найдены молодой официанткой Зои Мун, которая заметила, что взявшись за руки дети создают волну пурпурной энергии. Однако прежде, чем она успевает что-либо предпринять, младенцев разлучают.
Дэнни несколько лет живёт в разных приёмных семьях, ни в одной из которых не может чувствовать себя как дома. Отчаявшись подобрать для него семью, социальный работник решает оставить его в сиротском приюте вместе с другими детьми, где он по меньшей мере смог бы найти себе друзей. Здесь Дэнни воссоединяется со своей сестрой, но поначалу, несмотря на одинаковые странные привычки, например, они совершенно одинаково раскладывают еду на подносах, они не осознают своего родства. Однажды дети понимают, что они брат и сестра и что они обладают сверхъестественными способностями. Они привлекают внимание Эдварда Болта — местного богача, который пытается начать разработку месторождения на находящейся неподалёку Ведьминой горе. Болт хочет стать для этих детей приёмным отцом. Уже обретя сестру, Дэнни рад, что скоро они обретут хороший дом. Однако Анна, предчувствуя неладное, не так воодушевлена предстоящим усыновлением.
Во время одной из загородных прогулок Анна использует свою силу. Заметивший это хозяин магазина отводит их в сторону, чтобы показать, что он обладает такой же силой как они. Он рассказывает, что таких как они ещё много — пришельцев с планеты, где у каждого есть близнец. Они прибыли на Землю в целях её изучения, но все были разлучены. Хозяин магазина работал над тем, чтобы воссоединить их всех и отправить домой. Дэнни не воспринял его всерьёз, но Анна поверила, что в его словах есть доля правды. Тем временем, Зои Мун видит пурпурный свет перед магазином и узнаёт его; она расспрашивает хозяина магазина в надежде найти близнецов, но тот отмахивается от её вопросов, но всё же намекает, что произойдёт с Анной и Дэнни, на случай, если Зои захочет помочь им.
Выясняется, что Болт намеревается использовать Анну и Дэнни, чтобы начать разработку месторождения на Ведьминой горе без использования взрывчатых веществ. Когда Анна узнаёт правду, Болт решает разделить их и использовать её как заложницу, чтобы заставить Дэнни делать всё, что скажет Болт. Близнецы убегают на Ведьмину гору, им помогают Зои, отшельник Бруно, водитель Болта Лутер и друг Анны из сиротского приюта Ксандер. На Ведьминой горе хозяин магазина и другие воссоединённые близнецы ждут их — две последние пары близнецов (Бруно и Лутер также оказываются близнецами). Используя силу хозяина магазина все они парами возвращаются домой. Анна и Дэнни идут последними, чтобы закрыть проход между их миром и Землёй. Болт появляется слишком поздно, чтобы схватить их.

## В ролях
- Роберт Вон — Эдвард Болт
- Элизабет Мосс — Анна
- Эрик фон Деттен — Дэнни
- Линн Муди — Линдси Браун
- Перри Ривз — Зои Мун
- Лорен Том — Claudia Ford
- Винсент Скьявелли — Уолдо Фадд
- Генри Гибсон — Ravetch
- Сэм Хорриган[вд] — Ксандер
- Bobby Motown — Skeeto
- Кевин Тай — шериф Бронсон
- Брэд Дуриф — Лутер / Бруно